# Duke Dumont
Duke Dumont (eredeti nevén Adam George Dyment) (London, Harrow kerület, Harrow, 1982. augusztus 27. - ) brit zenész, DJ, zenei producer és dalszerző. Övé a Blasé Boys Club zenei kiadó, ezen a néven számos dalt is megjelentetett.

## Diszkográfia

### Extended plays
| Title                    | Album details                                                                         |
| ------------------------ | ------------------------------------------------------------------------------------- |
| Regality EP              | - Released: 18 July 2007 - Label: Turbo - Formats: Digital download, streaming        |
| The Dominion Dubs EP     | - Released: 1 August 2008 - Label: Dubsided - Formats: Digital download, streaming    |
| For Club Play Only Pt. 1 | - Released: 21 May 2012 - Label: Turbo - Formats: Digital download, streaming         |
| For Club Play Only Pt. 2 | - Released: 17 September 2012 - Label: Turbo - Formats: Digital download, streaming   |
| For Club Play Only Pt. 3 | - Released: 28 July 2014 - Label: Turbo - Formats: Digital download, streaming        |
| EP1                      | - Released: 16 September 2014 - Label: Virgin EMI - Formats: Digital download         |
| Blasé Boys Club Pt. 1    | - Released: 2 October 2015 - Label: Virgin EMI - Formats: Digital download, streaming |
| For Club Play Only Pt. 4 | - Released: 5 August 2016 - Label: Virgin EMI - Formats: Digital download, streaming  |

### Singles
| Title                                                         | Year | Peak chart positions | Peak chart positions | Peak chart positions | Peak chart positions | Peak chart positions | Peak chart positions | Peak chart positions | Peak chart positions | Peak chart positions | Peak chart positions | Certifications                                                 | Album                    |
| Title                                                         | Year | UK                   | AUS                  | DEN                  | FRA                  | GER                  | IRE                  | NL                   | NZ                   | SCO                  | US Dance Club        | Certifications                                                 | Album                    |
| ------------------------------------------------------------- | ---- | -------------------- | -------------------- | -------------------- | -------------------- | -------------------- | -------------------- | -------------------- | -------------------- | -------------------- | -------------------- | -------------------------------------------------------------- | ------------------------ |
| "Need U (100%)" (featuring A*M*E)                             | 2013 | 1                    | 40                   | 31                   | —                    | 43                   | 27                   | 18                   | —                    | 1                    | 1                    | - BPI: Gold - ARIA: Platinum                                   | Non-album single         |
| "I Got U" (featuring Jax Jones)                               | 2014 | 1                    | 17                   | 36                   | 35                   | 22                   | 1                    | 45                   | 29                   | 2                    | 1                    | - BPI: Platinum - ARIA: Platinum - FIMI: Platinum - RIAA: Gold | EP1                      |
| "Won’t Look Back"                                             | 2014 | 2                    | 37                   | —                    | 180                  | 41                   | 36                   | 41                   | —                    | 3                    | 1                    | - BPI: Silver                                                  | EP1                      |
| "The Giver (Reprise)"                                         | 2015 | 32                   | —                    | —                    | —                    | —                    | —                    | —                    | —                    | 21                   | 1                    | - BPI: Silver                                                  | EP1                      |
| "Ocean Drive"                                                 | 2015 | 42                   | 5                    | —                    | 68                   | —                    | 56                   | 32                   | 14                   | 27                   | 1                    | - BPI: Gold - ARIA: 4× Platinum - RIAA: Gold                   | Blasé Boys Club Pt. 1    |
| "Be Here"                                                     | 2016 | —                    | —                    | —                    | —                    | —                    | —                    | —                    | —                    | —                    | —                    |                                                                | For Club Play Only Pt. 4 |
| "Real Life" (with Gorgon City featuring Naations)             | 2017 | 31                   | —                    | —                    | —                    | —                    | 70                   | —                    | —                    | 31                   | —                    | - BPI: Silver                                                  | Escape                   |
| "Inhale" (featuring Ebenezer)                                 | 2018 | —                    | —                    | —                    | —                    | —                    | —                    | —                    | —                    | —                    | —                    |                                                                | Non-album single         |
| "—" denotes a single that did not chart or were not released. |      |                      |                      |                      |                      |                      |                      |                      |                      |                      |                      |                                                                |                          |

### Production credits
| Song                                  | Year | Artist     | Album            |
| ------------------------------------- | ---- | ---------- | ---------------- |
| "Every Day Is a Holiday"              | 2015 | Katy Perry | Non-album single |
| "Swish Swish" (featuring Nicki Minaj) | 2017 | Katy Perry | Witness          |

### Remixes
| Year | Title                                                        | Artist(s)                                 |
| ---- | ------------------------------------------------------------ | ----------------------------------------- |
| 2006 | "Yes Yes Y'all"                                              | Mekon                                     |
| 2006 | "We Run This"                                                | Missy Elliott                             |
| 2008 | "The Deacon"                                                 | Idiotproof                                |
| 2008 | "Run It"                                                     | EPMD                                      |
| 2008 | "Bathroom Gurgle"                                            | Late of the Pier                          |
| 2008 | "Off Da Hook"                                                | Jesse Garcia                              |
| 2009 | "Daniel"                                                     | Bat for Lashes                            |
| 2009 | "The Fear"                                                   | Lily Allen                                |
| 2009 | "Because of You"                                             | Skunk Anansie                             |
| 2010 | "Epicentro"                                                  | Babe Terror                               |
| 2010 | "The Drop" (Duke Dumont's Move Like A Bullet Train Remix)    | LA Riots                                  |
| 2010 | "The Drop" (Duke Dumont's Thudding Like Elmer Remix)         | LA Riots                                  |
| 2011 | "Dollar Sign"                                                | Gucci Mane                                |
| 2011 | "Two Doors Down"                                             | Mystery Jets                              |
| 2011 | "Elephant & Castle"                                          | Yes Wizard                                |
| 2011 | "Party's Over Los Angeles"                                   | ZZT                                       |
| 2012 | "Everything Goes My Way" (Jesse Rose and Duke Dumont Re-Dub) | Metronomy                                 |
| 2012 | "Black Sands"                                                | Bonobo                                    |
| 2012 | "When I See You Again"                                       | Canyons                                   |
| 2012 | "Smell the Vibe"                                             | Beardyman                                 |
| 2012 | "Keep It 1000"                                               | Sinden                                    |
| 2012 | "The Keepers" (Duke Dumont's Pour Hommes Remix)              | Santigold                                 |
| 2012 | "The Keepers" (Duke Dumont's Pour Femmes Remix)              | Santigold                                 |
| 2012 | "Your Drums, Your Love"                                      | AlunaGeorge                               |
| 2013 | "Falling"                                                    | Haim                                      |
| 2013 | "Here" (as Blasé Boys Club)                                  | Syron                                     |
| 2013 | "Need U (100%)" (as Blasé Boys Club)                         | Duke Dumont                               |
| 2013 | "Hold On" (as Blasé Boys Club)                               | Duke Dumont                               |
| 2013 | "Dim All the Lights"                                         | Donna Summer                              |
| 2014 | "Love Sublime"                                               | Tensnake featuring Nile Rodgers and Fiora |
| 2015 | "I Can't Lose"                                               | Mark Ronson featuring Keyone Starr        |
| 2015 | "Real Joy"                                                   | Fono                                      |
| 2017 | "The Man"                                                    | The Killers                               |